# Sant'Angelo Lodigiano
Sant'Angelo Lodigiano és un municipi italià de la província de Lodi (regió de la Llombardia) que l'any 2012 tenia 12.879 habitants. Abans 1864 s'anomenava solament Sant'Angelo; després de 1864 s'anomena amb l'addició de Lodigiano, per a no ser confós amb els altres Sant'Angelo d'Itàlia.

## Personalitats santangiolines
- Francisca Javiera Cabrini, (1850-1917) monja, la primera ciutadana nord-americana a ser canonitzada
- Mario Beccaria, (1920-2003) batlle municipal i diputat
- Vittorio Gallinari, (1958) ex-jugador de bàsquet
- Alessandro Matri, (1984) jugador de futebol
- Danilo Gallinari, (1988) jugador de bàsquet, fill de Vittorio